# Wandella diamentina
Wandella diamentina är en spindelart som beskrevs av Gray 1994. Wandella diamentina ingår i släktet Wandella och familjen Filistatidae.
Artens utbredningsområde är Queensland. Inga underarter finns listade i Catalogue of Life.